# Oliefolket
|  | Denne artikel er oprettet af botten Steenthbot ud fra en ekstern database. Den kan derfor have sproglige fejl eller mangler. Denne skabelon kan fjernes efter kontrol af indholdet. |

Oliefolket er en dansk oplysningsfilm fra 1982 instrueret af Hans Christensen efter eget manuskript.

## Handling
En film om Nordsøolien og dens folk. Filmen viser situationer om koncentration og sikkerhed, og om arbejdets karakter - og hvile. På 23 minutter fås et godt overblik over en arbejdsplads for et stadigt stigende antal mennesker.